# Willem Christiaan Theodoor van Nahuys
Willem Christiaan Theodoor van Nahuys (Lobith, 30 juli 1820 − Zwolle, 19 november 1901) was vijftig jaar lang een Nederlands burgemeester.

## Biografie
Van Nahuys was een lid van het geslacht (Van) Nahuys en een zoon van Jacob van Nahuis (1784-1828) en jkvr. Juliana Louise van Foreest (1798-1875), lid van het geslacht Van Foreest. Zijn vader was commies der in- en uitgaande rechten en accijnzen wonende aan de Tolkamer te Lobith. Hij trouwde in 1856 met jkvr. Jacoba Diderika Coenen (1828-1905), lid van de familie Coenen met wie hij drie kinderen kreeg, onder wie burgemeester jhr. Juliaan Lodewijk van Nahuys (1863-1906). Bij Koninklijk Besluit van 24 oktober 1885 werd hij verheven in de Nederlandse adel waarmee hij en zijn nageslacht het predicaat jonkheer/jonkvrouw verkregen.
Van Nahuys begon zijn loopbaan in 1843 bij de griffie van de provincie Overijssel. In 1848 werd hij benoemd tot burgemeester van Diepenheim, in 1850 van Ambt Almelo, later van Stad Ommen en Ambt Ommen, daarna van Wijhe, van Enschede en tot slot van Zwolle. Hij was daarnaast lid van Provinciale Staten van Overijssel van 1854 tot 1862. Bij zijn 25-jarig jubileum als burgemeester van Zwolle kreeg hij een fontein aangeboden, die een jaar later werd gerealiseerd aan het Potgieterplein. Het plein kreeg daarna de nieuwe naam Van Nahuysplein.

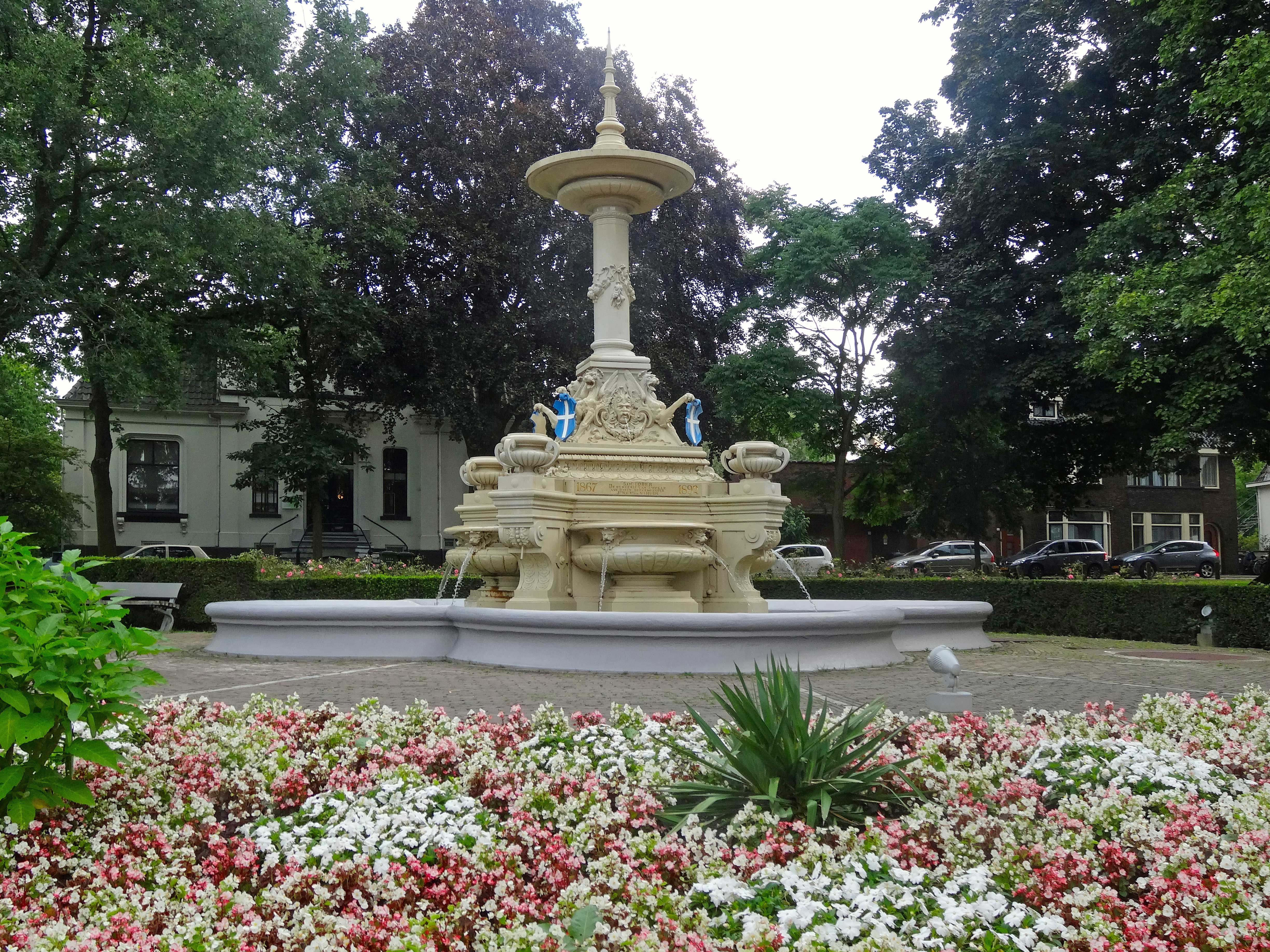
De naar hem genoemde Nahuysfontein aan het Nahuysplein in Zwolle

- Biografisch Portaal: 53057480
- Digitale Bibliotheek voor de Nederlandse Letteren: nahu009
- International Standard Name Identifier: 0000 0003 9566 2308
- Nederlandse Thesaurus van Auteursnamen: 27342873X
- Virtual International Authority File: 290471697
- WorldCat: E39PBJdWQHv7tYxkH4bc7V3YT3